# Ahmet Ömer Koçak
Ahmet Ömer Koçak (Bayburt, 25 oktober 1947 - Van, 18 november 2020) was een Turks entomoloog die was gespecialiseerd in vlinders.

## Academische carrière
Hij voltooide de basis-, middelbare school in Ankara tussen 1953 en 1964. Hij studeerde af aan de Universiteit van Ankara bij de Faculteit der Wetenschappen, afdeling Biologie in 1968. Na het voltooien van zijn masteropleiding in 1971 en zijn promotie in 1974, werd hij docent aan dezelfde afdeling in 1980. In 1982 werd hij aangesteld als afdelingshoofd van de afdeling Biologie van de Gazi Universiteit en werkte daar tot 1987. In 1988 hij werd hoogleraar Zoölogie aan de afdeling Biologie van de Universiteit van Gazi. In september 1988 werd hij plaatsvervangend decaan aan de faculteit der Wetenschappen en Letterkunde. Tussen 2000 en 2014 zette Koçak zijn wetenschappelijk onderzoek voort aan de afdeling Biologie van de Faculteit der Wetenschappen en Letteren van de Yüzüncü Yıl-universiteit van Van. Van 2004 tot 2007 was hij daar decaan en van 2007 tot 2010 afdelingshoofd van de Afdeling Biologie. Na zijn pensionering in 2014 begon hij nog intensiever te werken aan zijn onderzoek.

## Wetenschappelijk onderzoek
Rond 1966 richtte hij het Centre for Entomological Studies in Ankara (CESA) op. Tussen 1966 en 2006 verrichtte hij onder de vlag van CESA in verschillende landen wetenschappelijk onderzoek naar insecten (voornamelijk Lepidoptera, Orthoptera, Homoptera, Mantodea, Coleoptera  en Neuroptera). Tussen 1966 en 2010 reisde hij ook veel privé zowel binnen Turkije als daarbuiten, waaronder naar de Balkan, de Alpenlanden, Centraal-Azië, Ethiopië, Zuid-Afrika, China, de Filipijnen en Thailand. In totaal verzamelde hij ongeveer 400.000 insecten waarvan ongeveer 230.000 exemplaren zich in de collecties van CESA bevinden.
Koçak heeft 54 jaar van zijn leven ononderbroken onderzoek verricht naar insecten. Hij was hij auteur of co-auteur van 795 publicaties en heeft zodoende een belangrijke bijdrage geleverd aan de entomologie. Ahmet Ömer Koçak overleed in het universitair ziekenhuis van Van aan de gevolgen van COVID-19.
Ahmet Ömer Koçak was getrouwd met de entomoloog Muhabbet Kemal Koçak.